# Псалом 127
Псалом 127 (у масоретській нумерації — 128) — 127-й псалом Книги Псалмів. Він належить до одного із 15 псалмів, які починаються словами «Висхідна пісня» (Shir Hama'a lot, гебр. שיר המעלות בשוב ה’). Псалом включає тільки шість віршів і описує стан того, хто слідує за Господом. 
Псалом написаний анонімно і, ймовірно, у період після Вавилонського полону (приблизно після 539 року до н.е.).
Псалом закінчується молитвою за мир над Єрусалимом. 

## Текст
| Вірш | Гебрейська мова                                                 | Давньогрецька мова (Септуаґінта)                                                                                      | Латинська мова (Вульгата)                                                                                     | Українська мова (Переклад Хоменка)                                                                            |
| ---- | --------------------------------------------------------------- | --- | --- | --- |
| 1    | שִׁיר, הַמַּעֲלוֹת: אַשְׁרֵי, כָּל-יְרֵא יְהוָה-- הַהֹלֵךְ, בִּדְרָכָיו                   | ᾿Οιδὴ τῶν ἀναβαθμῶν. Μακάριοι πάντες οἱ φοβούμενοι τὸν κύριον οἱ πορευόμενοι ἐν ταῖς ὁδοῖς αὐτοῦ.                     | Canticum graduum. [Beati omnes qui timent Dominum, qui ambulant in viis ejus.                                 | Висхідна пісня. Щасливий кожний, хто Господа боїться, і хто його путями ходить!                               |
| 2    | יְגִיעַ כַּפֶּיךָ, כִּי תֹאכֵל; אַשְׁרֶיךָ, וְטוֹב לָךְ                              | τοὺς πόνους τῶν καρπῶν σου φάγεσαι· μακάριος εἶ, καὶ καλῶς σοι ἔσται.                                                 | Labores manuum tuarum quia manducabis: beatus es, et bene tibi erit.                                          | Як будеш їсти працю рук твоїх, щасливий будеш і добре тобі буде.                                              |
| 3    | אֶשְׁתְּךָ, כְּגֶפֶן פֹּרִיָּה-- בְּיַרְכְּתֵי בֵיתֶךָ: בָּנֶיךָ, כִּשְׁתִלֵי זֵיתִים-- סָבִיב, לְשֻׁלְחָנֶךָ | ἡ γυνή σου ὡς ἄμπελος εὐθηνοῦσα ἐν τοῖς κλίτεσι τῆς οἰκίας σου· οἱ υἱοί σου ὡς νεόφυτα ἐλαιῶν κύκλῳ τῆς τραπέζης σου. | Uxor tua sicut vitis abundans in lateribus domus tuæ; filii tui sicut novellæ olivarum in circuitu mensæ tuæ. | Жінка твоя, неначе лоза плодовита, у середині дому твого. Діти твої, мов парості оливки, навколо столу твого. |
| 4    | הִנֵּה כִי-כֵן, יְבֹרַךְ גָּבֶר-- יְרֵא יְהוָה                                  | ἰδοὺ οὕτως εὐλογηθήσεται ἄνθρωπος ὁ φοβούμενος τὸν κύριον.                                                            | Ecce sic benedicetur homo qui timet Dominum.                                                                  | Ось так буде благословенний чоловік, що Господа боїться.                                                      |
| 5    | יְבָרֶכְךָ יְהוָה, מִצִּיּוֹן: וּרְאֵה, בְּטוּב יְרוּשָׁלִָם - כֹּל, יְמֵי חַיֶּיךָ             | εὐλογήσαι σε κύριος ἐκ Σιων, καὶ ἴδοις τὰ ἀγαθὰ Ιερουσαλημ πάσας τὰς ἡμέρας τῆς ζωῆς σου·                             | Benedicat tibi Dominus ex Sion, et videas bona Jerusalem omnibus diebus vitæ tuæ.                             | Нехай Господь благословить тебе з Сіону, щоб ти міг бачити добро Єрусалиму, поки віку твого,                  |
| 6    | וּרְאֵה-בָנִים לְבָנֶיךָ: שָׁלוֹם, עַל-יִשְׂרָאֵל                                 | καὶ ἴδοις υἱοὺς τῶν υἱῶν σου. εἰρήνη ἐπὶ τὸν Ισραηλ.                                                                  | Et videas filios filiorum tuorum: pacem super Israël.]                                                        | щоб ти міг бачити дітей твоїх дітей! Мир на Єрусалим!                                                         |

## Літургійне використання

### Юдаїзм
У традиційній єврейській практиці цей псалом читають після молитви «Мінха», між Суккотом і святом «Shabbat Hagadol». Його також читають перед молитвою «Алену» під час мотзей шабату, а також він присутній і серед нічних молитов «Шма». Другий вірш цього псалому є також у  книзі«Піркей авот», четвертий розділ, номер 1 і шостий розділ, номер 4.

### Католицька церква
Згідно Статуту святого Бенедикта (близько 530 AD), цей псалом традиційно співали на літургії дев'ятої години з вівторка до суботи. 
На месі псалом 127 використовують на свято Святої родини, у 33 неділю звичаного періоду року А і у 27 неділю звичайного періоду року В. Його також традиційно використовують на весільних месах. 

## Використання у музиці
Цей псалом за версією «Вульгати» «Beati omnes qui timent Dominum» був часто покладений на музику, особливо у формі мотету, наприклад, такими композиторами як:
- Лупус Геллінк
- Ніколя Гомберт
- Крістіан Голландер
- Бенедіктус Аппенцеллер
- Антоніо Сканделло
- Томас Бахофен
- Генрі Перселл, Z 131, (близько 1680 року)
- Штефан Люк
- Міхаель-Річард Делаланд